# Blankenburg, Berlin

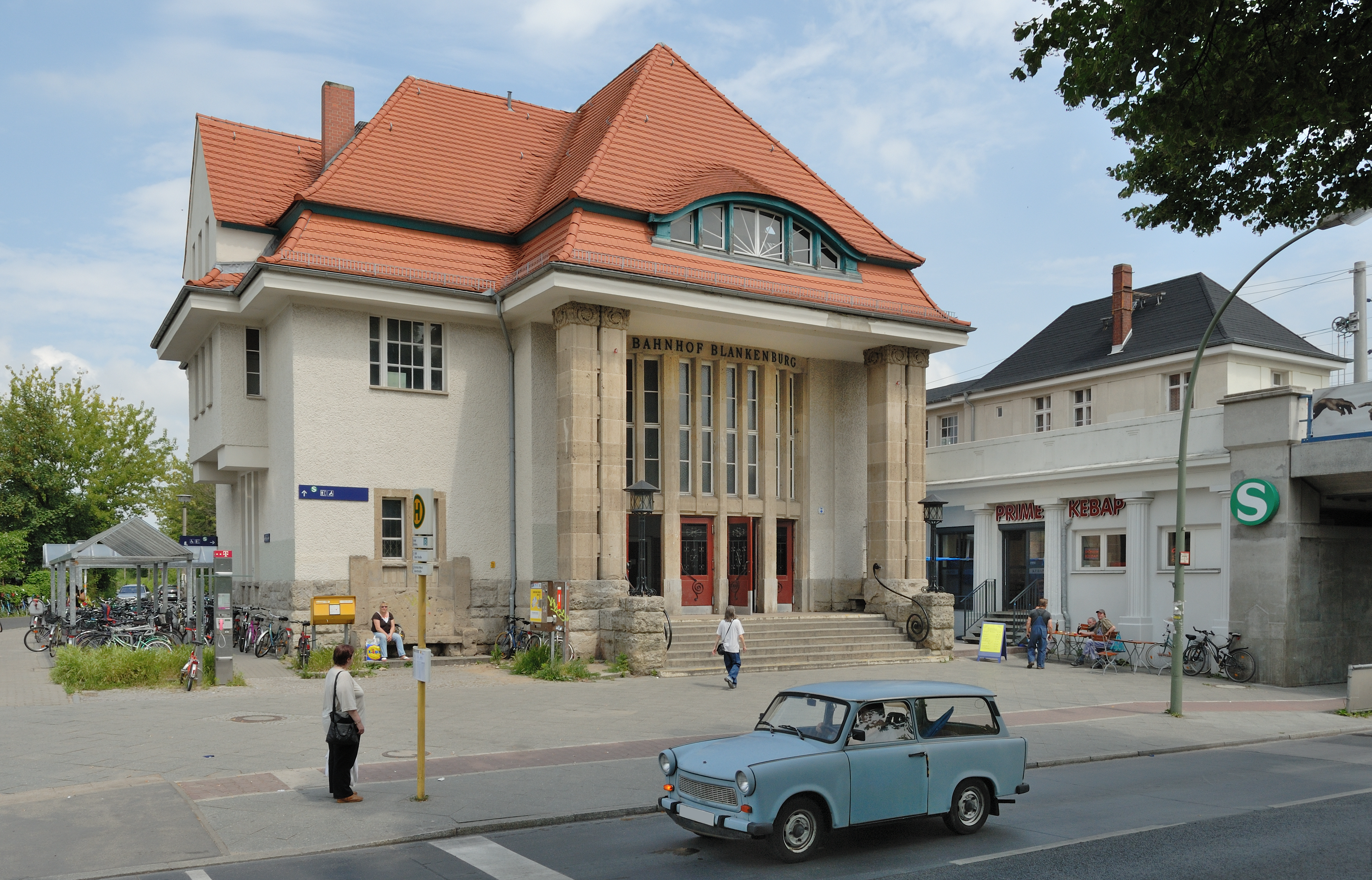
Blankenburgs pendeltågsstation.

Blankenburg är en stadsdel (Ortsteil) i nordöstra Berlin, belägen i stadsdelsområdet Pankow. Stadsdelen hade 2014 6 689 invånare.